# Phú Quý (nghệ sĩ)
NSƯT Phú Quý (sinh năm 1946) là nghệ sĩ hài kịch và cải lương gạo cội ở Việt Nam.

## Tiểu sử
NSƯT Phú Quý tên thật là Huỳnh Phú Quý, sinh năm 1946 tại quận Đức Hòa, tỉnh Chợ Lớn (nay là huyện Đức Hòa, tỉnh Long An). Ông là con út trong một gia đình nghèo có 10 người con, ba ông làm nghề chài lưới, mẹ ông bán cháo ở các gánh hát.
Thuở nhỏ, ông phụ mẹ bán cháo ở trước gánh hát nên khi các nghệ sĩ biểu diễn thì ông nghe và học lỏm theo. Sau này, ông thường được dẫn đi hát ở chùa, đình, miếu,… do còn nhỏ nên ông thường hát vai đào và được mọi người gọi là "thần đồng Phú Quý" vì có thể hát giọng nữ . Năm ông 16 tuổi, có đoàn cải lương Thanh Tao về biểu diễn ở quê ông, vì quá mê hát nên ông đã xin ba mẹ cho theo đoàn hát và được đồng thuận. 
Sau 1 năm theo đoàn Thanh Tao, vì nhớ nhà nên NSƯT Phú Quý đã trốn về quê và học nghề thợ bạc rồi vào Sài Gòn lập nghiệp.

## Sự nghiệp

### Cải lương
Năm 1976, NSƯT Phú Quý làm công nhân ở Bến xe Miền Tây và tham gia vào đoàn văn công do Giám đốc Bến xe tổ chức, trong đoàn lúc đó còn có Khắc Triệu (chồng của danh ca Cẩm Vân). Với giọng ca thiên phú, ông đã được nhận Huy chương Vàng ở Liên hoan Văn nghệ Thành phố.
Năm 1978, cố Thủ tướng Võ Văn Kiệt lúc đó đang là Bí thư Thành ủy Thành phố Hồ Chí Minh quyết định đến Bến xe Miền Tây để ăn Tết, NSƯT Phú Quý đã tự sáng tác và hát bài ca cổ Vợ chồng anh lái xe cho Võ Văn Kiệt nghe, sau khi nghe xong NSƯT Phú Quý được ông Võ Văn Kiệt khen và khích lệ: "Đây là hạt nhân phong trào, phải ráng có chế độ nuôi dưỡng đàng hoàng."
Trong những năm sau đó, ông miệt mài tham gia các cuộc thi văn nghệ quần chúng và đạt được nhiều huy chương nhưng vẫn chỉ là nghệ sĩ nghiệp dư khi ông vừa làm ở Bến xe vừa đi hát kiếm thêm tiền. Năm 1980, NSƯT Phú Quý xuất hiện trên truyền hình, ông được NSND Kim Cương chú ý đến và mời về Đoàn kịch nói Kim Cương diễn vở Dưới hai màu áo, vở diễn thành công rực rỡ và NSƯT Phú Quý chính thức bước vào con đường nghệ thuật chuyên nghiệp vào năm 1981.
Sau đoàn Kim Cương, NSƯT Phú Quý đầu quân về Đoàn Cải lương Sài Gòn 2 và để lại dấu ấn trong lòng khán giả qua các vở diễn Tìm lại cuộc đời, Khách sạn hào hoa, Ánh lửa rừng khuya,…. Rời Đoàn Cải lương Sài Gòn 2, NSƯT Phú Quý về diễn tại Nhà hát Cải lương Trần Hữu Trang và trở nên nổi tiếng sau vai diễn Tên Trộm trong vở Nàng Xê Đa do cố NSƯT Đoàn Bá (khi đó là Giám đốc Nhà hát Cải lương Trần Hữu Trang) làm đạo diễn, vở cải lương gây tiếng vang lớn và trở thành vở diễn kinh điển trong nghệ thuật Cải lương, ngoài ra NSƯT Phú Quý còn góp mặt trong các vở Hòn đảo Thần Vệ nữ, Tình yêu và lời đáp,….
Trong thời kì hoàng kim của sân khấu Cải lương, tên tuổi NSƯT Phú Quý vang danh lẫy lừng cùng các nghệ sĩ khác như NSND Minh Vương, NSND Lệ Thủy, cố NSND Diệp Lang, cố NSƯT Thanh Sang, cố NSƯT Út Bạch Lan, cố NS Thanh Tú, NS Phượng Liên,….

### Hài kịch
Sau khi Cải lương dần đi xuống, NSƯT Phú Quý chuyển sang sân khấu hài kịch, tên tuổi ông gắn liền với chương trình hài kịch Trong nhà ngoài phố của Đài Truyền hình Thành phố Hồ Chí Minh cùng với các nghệ sĩ như NSƯT Bảo Quốc, NSND Hồng Vân, cố NS Lê Vũ Cầu, cố NS Hoàng Lan, NS Duy Phương,….
Nhờ có Trong nhà ngoài phố nên NSƯT Phú Quý rất đắt show hài, ông được xem như là Bảo chứng phòng vé của các sân khấu hài kịch thời bấy giờ, ông cùng với cố NS Văn Chung, NSƯT Bảo Quốc và NS Duy Phương được mệnh danh là tứ đại danh hài một thời.Các bạn diễn ăn ý với NSƯT Phú Quý trên sàn diễn hài kịch là cố NSƯT Kim Ngọc, NSƯT Bảo Quốc, NS Kiều Mai Lý, NS Duy Phương.

### Hiện tại
Hiện nay, dù hài kịch và cải lương đã qua đi thời hoàng kim nhưng NSƯT Phú Quý vẫn miệt mài tham gia nghệ thuật, ông thường đi hát ở các hội chợ, đám cưới hoặc tham gia các gameshow truyền hình. Ngoài ra, NSƯT Phú Quý còn làm MC cho chương trình truyền hình Nhịp cầu vàng và thường tổ chức các buổi từ thiện.
Năm 2019, ông được Nhà nước phong tặng danh hiệu Nghệ sĩ Ưu tú.

## Đời tư
NSƯT Phú Quý có đường tình duyên khá lận đận, ông từng trải qua nhiều mối tình và có 3 đời vợ. Sau 2 cuộc hôn nhân đầu tiên không thành, ông có 5 người con, 3 trai 2 gái và tất cả đều đã trưởng thành. Hiện tại, ông sống một cuộc sống viên mãn bên bà xã kém ông 22 tuổi Hoàng Diệu - người vừa là fan vừa là trợ lý của ông.

## Các vai diễn nổi bật

### Cải lương
- Tình mẫu tử
- Vợ chồng anh lái xe (do chính NSƯT Phú Quý sáng tác)
- Dưới hai màu áo (vai Ông Công, đóng thế cố NS Ngọc Đức)
- Tìm lại cuộc đời (vai Đại tá Quang, đóng thế cố NS Văn Chung)
- Khách sạn hào hoa (vai Cao Mạnh, đóng thế cố NS Văn Chung)
- Ánh lửa rừng khuya (vai Hương Quản Chép)
- Tình yêu và lời đáp (vai Đàm Trọng Mẫn)
- Hòn đảo Thần Vệ nữ (vai Zoóc)
- Nàng Xê Đa (vai Tên Trộm)
- Thạch Sanh (vai Lý Thông)
- Một tháng làm vua (vai Tả Thừa tướng)
- Hai Lúa thời nay (vai Tám Thủ)
- Cưới vợ ăn Tết (vai Tư Ếch)
- Chí Phèo (vai Xã Cường)
- Đại phát tài (vai Tài)
- Bùi Kiệm đòi vợ (vai Bùi Kiệm)
- Năm con vợ
- Tình anh bán chiếu
- Vợ tôi tôi sợ
- Rock Xàng Xê
- Ba ly Rượu

### Hài kịch
- Cúm gà
- Bác sĩ dỏm
- Bác sĩ bất đắc dĩ
- Lương y
- Ta tắm ao ta
- Chuyện mai mối
- Trong nhà ngoài phố

### Chương trình truyền hình
- Sau Ánh Hào Quang (Khách mời)
- Nhịp cầu Vàng (Host)
- Phú Quý Du Ký (Host)
- Gõ Cửa Thăm Nhà (Khách mời)
- Ca Sĩ Bí Ẩn (Khách mời)
- Người Kể Chuyện Đời (Khách mời)
- Sao Nối Ngôi (Giám khảo khách mời)
- Ký Ức Vui Vẻ (Khách mời)
- Giải Mã Tri Kỷ (Khách mời)

### Liveshow
- Đời Vui Phú Quý Vui (2006)

## Giải thưởng
- Huy chương Vàng Liên hoan Văn nghệ Thành phố
- 3 Huy chương Vàng ngành Giao thông vận tải
- 3 Huy chương Vàng Liên hoan Sân khấu Quần chúng Toàn quốc[11]
- Huy chương Vàng Hội diễn Sân khấu Toàn quốc 1985 (tập thể diễn viên trong vở Tình yêu và lời đáp)[12]
- Nghệ sĩ Ưu tú (2019)